# Principe di Palestrina
Il titolo di Principe di Palestrina è stato uno dei titoli nobiliari più prestigiosi dello Stato pontificio in età moderna, che venne concesso da papa Pio V a Giulio Cesare I Colonna di Sciarra nel 1571. Venduta ai Barberini nel 1627 da Francesco Colonna di Sciarra, I principe di Carbognano, grazie all'intervento di Urbano VIII, passò agli eredi di questa famiglia. Dopo la morte di Taddeo Barberini, I principe di Palestrina di questa famiglia, il titolo passò a Maffeo Barberini. Il principato tornò ai Colonna nei 1728 in persona di Giulio Cesare Colonna di Sciarra, V principe di Carbognano che con il matrimonio con Cornelia Barberini ultima di questo casato, assunse il cognome e le armi di questa famiglia.
L'attuale detentore del titolo di Principe di Palestrina, insieme che con quello di Duca di Monterotondo, Signore di Monte di Castel San Pietro e Capranica Prenestina, Nobile Romano Coscritto, Grande di Spagna di prima classe, Nobile di Corneto, Patrizio genovese, Patrizio di Firenze e Patrizio onorario di Ferrara, è Benedetto Barberini-Sacchetti.

## Storia

### Passaggio del titolo ai Barberini

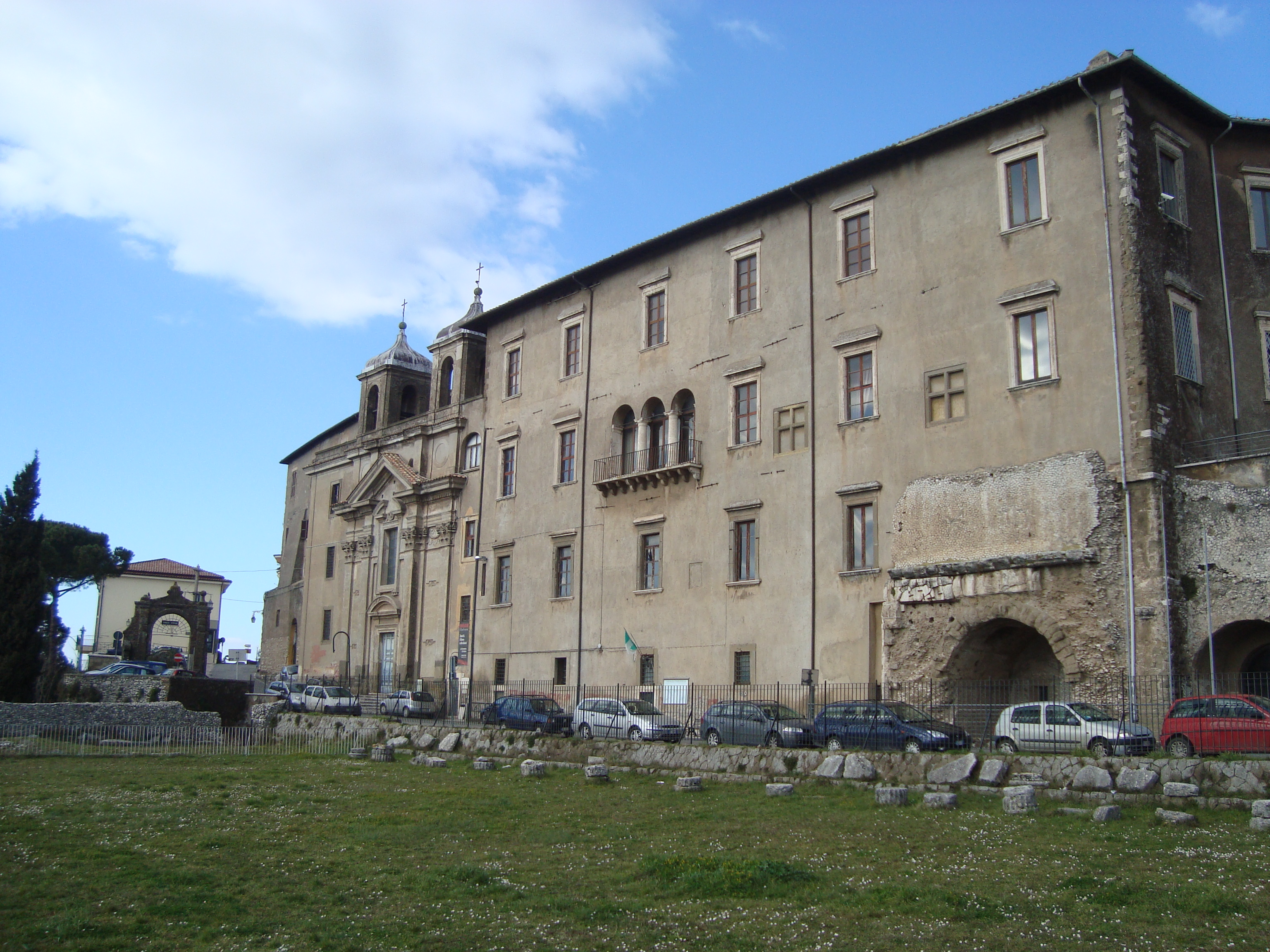
Ala destra del Palazzo Colonna Barberini di Palestrina con la chiesa di Santa Rosalia

In vista dell'acquisto del principato dalla famiglia Colonna, il 14 ottobre 1627 Taddeo Barberini, nipote di papa Urbano VIII, sposò Anna Colonna-Tomacelli Cybo, figlia di Filippo I Colonna, in una grandiosa cerimonia presieduta dal pontefice in persona a Castel Gandolfo.. A quel punto Urbano VIII decise di donare al nipote il titolo di Principe di Palestrina per ricompensarlo dei valorosi servizi compiuti e arricchirlo ulteriormente. Quando il primogenito di Taddeo, Carlo, rinunciò in seguito ai suoi diritti di succedere al padre per divenire cardinale, l'ereditarietà di tale titolo passò al secondogenito, Maffeo.

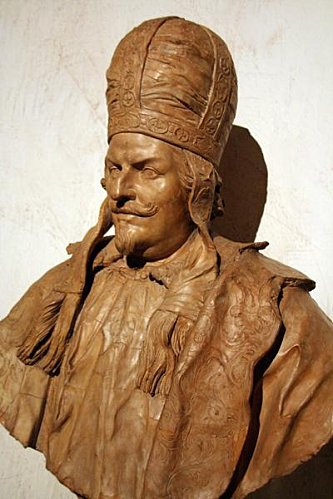
Taddeo Barberini, principe di Palestrina, in un busto di Bernardino Cametti

Come Principe di Palestrina, Taddeo si occupò attivamente della cittadina migliorando le strutture esistenti e fornendo nuovi servizi al borgo, rendendolo completamente autosufficiente. Ricostruì Palazzo Barberini (dove venne ritrovato e ancora oggi si trova ospitato il Mosaico del Nilo, pregevolissima opera musiva di epoca romana) a cui poi suo figlio Maffeo aggiungerà una chiesa. Taddeo fece costruire un piccolo casino privato che però gli sopravvisse solo alcuni anni in quanto i suoi discendenti persero ben presto interesse.

### Estinzione del ramo principale dei Barberini e successione

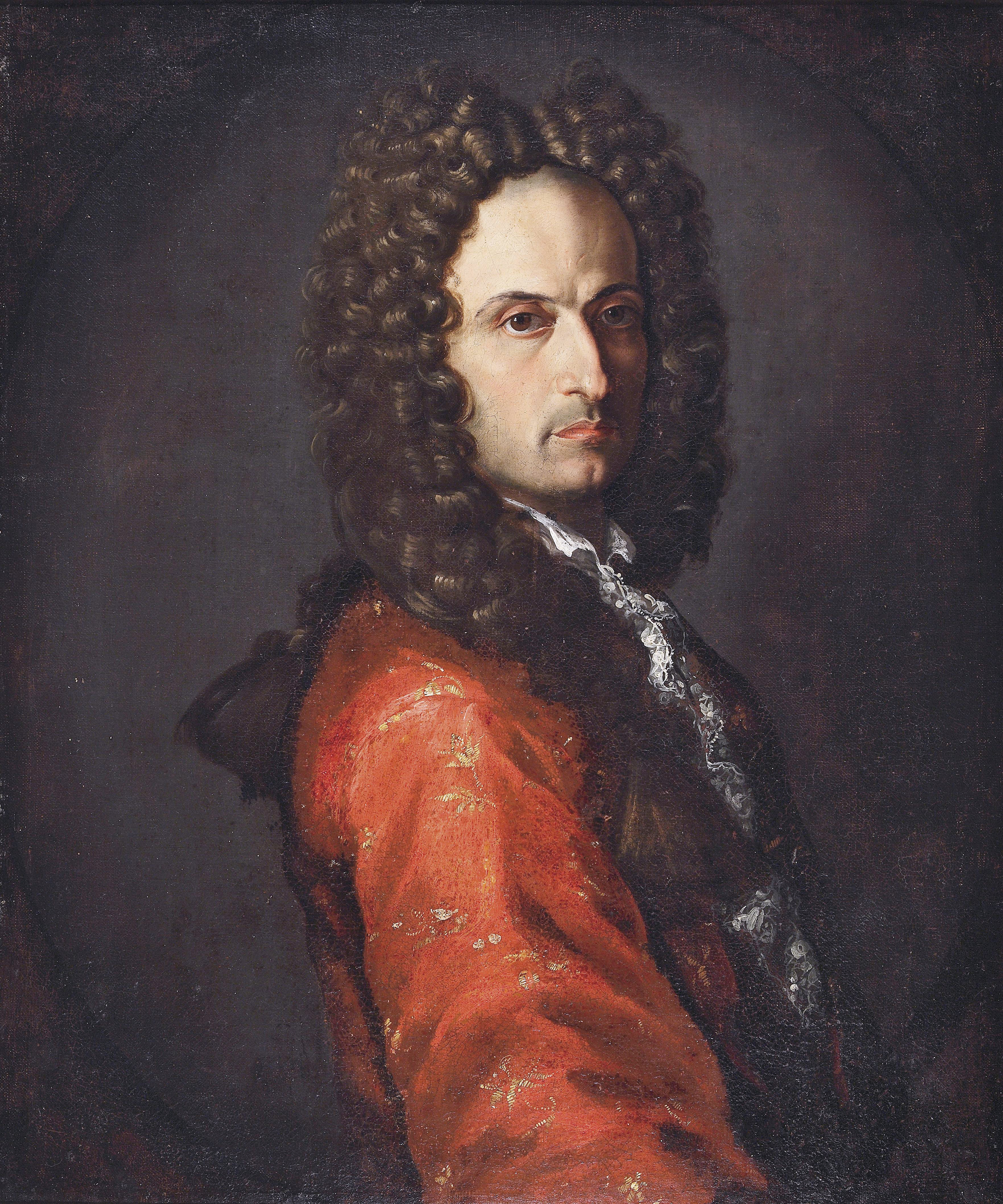
Ritratto di Urbano Barberini, III principe di Palestrina di Jacob Ferdinand Voet

Urbano Barberini (1664–1722), III principe di Palestrina e figlio del principe Maffeo Barberini e di Olimpia Giustiniani, fu l'ultimo erede legittimo di sesso maschile della linea principale dei Barberini discendenti da Carlo Barberini, il fratello di papa Urbano VIII. Morì senza eredi maschi legittimi (ebbe un figlio illegittimo, Maffeo Callisto, dal quale originò un ramo cadetto illegittimo). 
La sua unica figlia legittima, Cornelia Costanza Barberini, sposò Giulio Cesare Colonna di Sciarra, V principe di Carbognano: tramite loro figlio, Carlo, che unì al proprio cognome quello della madre, venne fondata la casata dei Barberini-Colonna di Sciarra (che si estinguerà anch'essa in linea maschile nel 1889).

### Barberini-Sacchetti
Donna Maria Barberini-Colonna di Sciarra (1872–1955), unica figlia del principe Enrico Barberini-Colonna di Sciarra e di Donna Teresa Orsini dei Duchi di Gravina, fu per successione al padre Principessa di Palestrina ed ultima erede legittima del suo casato. 
Maria sposò a Roma il 21 novembre 1891 Don Luigi Sacchetti dei Marchesi di Castelromano (1863–1936), che assunse il cognome della moglie ed ottenne la successione dei titoli con Regio Decreto Italiano datato 28 giugno 1892 (Monza). Tramite la discendenza di Maria e Luigi, l'eredità dei Barberini è tuttora fiorente sotto la casata dei Barberini-Sacchetti.

## Principi Colonna di Sciarra (1571)
- Giulio Cesare (m. dopo il 1571), I principe di Palestrina
- Francesco (m. 1636), II principe di Palestrina sino al 1630 quando vende il principato a Taddeo Barberini col privilegio di tramutare il proprio titolo sul feudo di Carbognano, già di proprietà della sua famiglia.

## Principi Barberini (1627)
- Taddeo Barberini (1603 - 1647), I principe di Palestrina;
- Maffeo Barberini (1631-1684), II principe di Palestrina;
- Urbano Barberini (1664-1722), III principe di Palestrina;
- Cornelia Costanza Barberini (1716-1797), IV principessa di Palestrina; sposò Giulio Cesare Colonna, V principe di Carbognano, portando il titolo al figlio.

Titolo passato alla famiglia Colonna-Barberini

## Principi Barberini Colonna (1735)
- Carlo Colonna-Barberini (1735-1819), V principe di Palestrina;
- Francesco Colonna-Barberini (1772-1853), VI principe di Palestrina;
- Enrico Colonna-Barberini (1823-1889), VII principe di Palestrina;
- Maria Colonna-Barberini (1872-1955), VIII principessa di Palestrina; sposò Luigi Sacchetti dei Marchesi di Castelromano, portando il titolo al figlio.

Titolo passato alla famiglia Barberini-Sacchetti

## Principi Barberini-Sacchetti
- Enrico Barberini-Sacchetti (1892-1958), XI principe di Palestrina;
- Urbano Barberini-Sacchetti (1895-1973), XII principe di Palestrina;
- Augusto Barberini-Sacchetti (1923-2005), XIII principe di Palestrina;
- Benedetto Barberini-Sacchetti (n. 1961), XIV principe di Palestrina.